# جان بيير يفبفر
جان بيير يفبفر هو كاتب سيناريو ومخرج وممثل كندي، ولد في 17 أغسطس 1941 بمونتريال في كندا. من الجوائز التي نالها Prix Albert-Tessier ‏ سنة 1995.

## جوائز
- Prix Albert-Tessier [الإنجليزية]‏ (1995)

## وصلات خارجية
- جان بيير يفبفر على موقع IMDb (الإنجليزية)
- جان بيير يفبفر على موقع ألو سيني (الفرنسية)
- جان بيير يفبفر على موقع أول موفي (الإنجليزية)
- جان بيير يفبفر على موقع قاعدة بيانات الأفلام السويدية (السويدية)
- جان بيير يفبفر على موقع قاعدة بيانات الفيلم (الإنجليزية)
- جان بيير يفبفر على موقع كينوبويسك (الروسية)